# Henry Seymour Conway
Henry Seymour Conway (Chelsea, 1721 – Park Place, 12 ottobre 1795) è stato un generale e politico britannico.

## Biografia
Si distinse nelle guerre combattute nelle Fiandre, in Germania e in Irlanda a Dettingen, Fontenoy e Culloden, mentre meno felice fu la spedizione a cui prese parte durante la guerra dei sette anni, nel 1757 contro Rochefort. Le sue avventure in guerra terminarono nelle campagne del duca Ferdinando di Brunswick dove aveva il comando di truppe inglesi (anni 1761 e 1763).
In tempo di pace fu prima Segretario di Stato per il Dipartimento del Sud (1765/1766) poi per quello del Nord (1766/1768), diventando nel 1772 divenne governatore di Jersey. Fra le altre cariche:
- Segretario di Stato nel gabinetto Rockingham
- comandante in capo
- maresciallo di campo (1793)